# انتخابات محلی کره جنوبی (۲۰۱۸)
انتخابات محلی کره جنوبی (۲۰۱۸) (انگلیسی: South Korean local elections, 2018) هفتمین دوره انتخابات منطقه‌ای در تاریخ ۱۳ ژوئن در کره جنوبی برگزار خواهد شد. این انتخابات همزمان با انتخابات مجلس برای کرسی‌های خالی در مجلس ملی برگزار می‌شود. احزاب سیاسی فعال در کره جنوبی با یکدیگر رقابت می‌کنند، و به دولت برای تصمیم‌گیری‌های مهم ملی کمک می‌رسانند.